# Beamerana tropicalis
Beamerana tropicalis är en insektsart som först beskrevs av Henry Fairfield Osborn 1928.  Beamerana tropicalis ingår i släktet Beamerana och familjen dvärgstritar.
Artens utbredningsområde är Bolivia. Inga underarter finns listade i Catalogue of Life.